# Санду, Мариан
Мариан Санду (рум. Marian Sandu; род. 5 мая 1972, Плоешти) — румынский борец греко-римского стиля, чемпион Европы, призёр чемпионата мира, участник четырёх Олимпиад. Выступал в весовых категориях до 54-58 кг.
На летних Олимпийских играх 1992 года в Барселоне румын победил югослава Зорана Галовича, испанца Мигеля Анхеля Сьерру, турка Эргюдера Бекишдамата и марокканца Абдеррахмана Наанаа. Но его победную серию прервал китаец Шэн Цзэтянь. Затем последовали поражения от южнокорейца Ан Хан Бона и кубинца Уильяма Лара, которые оставили Санду за чертой призёров (6-е место).
На следующей Олимпиаде в Атланте Санду победил грека Саркиса Элгкяна, но затем проиграл представителю Казахстана Юрию Мельниченко, кубинцу Луису Сармиенто и занял 15-е место.
На Олимпиаде 2000 года в Сиднее румын победил представителя КНДР Кан Ён Гюна, но затем проиграл россиянину Алексею Шевцову и стал 13-м в итоговом протоколе.
На последней для себя Олимпиаде 2004 года в Афинах Санду проиграл южнокорейцу Им Дэ Вону, победил казаха Нурбахыта Тенизбаева, что позволило ему занять 11-е место.